# سايتاما (محافظة)
محافظة سايتاما (باليابانية: 埼玉県 سايتاما-كن) هي محافظة في اليابان تقع في منطقة كانتو من جزيرة هونشو، عاصمتها هي مدينة سايتاما. تشكل المحافظة جزءا من منطقة طوكيو الكبرى، حيث تشكل مراكز سكنية لعدد كبير من الموظفين الذين يتوافدون يوميا إلى طوكيو للعمل. وفي وسط سايتاما تقع «مدينة أومِيا» باليابانية [ 大宮区] تعتبر أكبر محطة قطار في محافظة سايتاما حيث يعبر منها قطار الشِينكَانسين باليابانية (新幹線・しんかんせん) وهو يعد أسرع قطار في اليابان.

## توأمة
لسايتاما (محافظة) اتفاقيات توأمة مع كل من:
- ولاية مكسيكو (أكتوبر 1979 -)[13]
- شانشي (أكتوبر 1982 -)[14]
- كوينزلاند (أكتوبر 1984 -)[15]
- أوهايو (أكتوبر 1990 -)[16]
- براندنبورغ (أغسطس 1999 -)[17]
- تشيانغ مي (9 نوفمبر 1992 -)

## أعلام
- كو تاكامورو
- يوشيو كاتو
- ميتو أيساكا
- كوجي تاناكا
- مينورو كوباتا